# 표준화 기구
표준화 기구(標準化機構, 영어: standards organization, standards body) 또는 표준 개발 기구(標準開發機構, 영어: standards development organization, SDO)는 표준 개발 기구 밖의 사용자들의 관심 사항을 전달하는 표준을 개발하고 수정하고 재발행하고 해석하고 관리하는
주된 활동을 하는 실체를 말한다.
대한민국의 표준화 기구는 산업통상자원부 기술표준원이 대표적이다. 그러나 기술의 빠른 발전에 따라, 전통적인 표준화 기구의 표준들은 현장과의 관련성이 멀어지는 추세이다. 이는 표준화 개발이 기술 혁신을 따라가기 힘들기 때문이라고 볼 수 있다.

## 국제 표준화 담당 기구 목록
- 3GPP - 3rd Generation Partnership Project - 웹사이트
- 3GPP2 - 3rd Generation Partnership Project 2 - 웹사이트 보관됨 2004-01-23 - 웨이백 머신
- Accellera - Accellera Organization - 웹사이트
- ACI - American Concrete Institute - 웹사이트
- AIIM - Association for Information and Image Management - 웹사이트
- ANSI - 미국 표준 협회
- ASTM 인터내셔널
- AUTOSAR - Automotive technology - 웹사이트
- BIPM, CGPM, CIPM - Bureau International des Poids et Mesures and the related organizations established under the Metre Convention of 1875. 웹사이트
- CableLabs - Cable Television Laboratories - 웹사이트
- CISPR - International Special Committee on Radio Interference
- DIN - Deutsches Institut für Normung e.V. 웹사이트 (영어)
- DMTF - Distributed Management Task Force
- Ecma 인터내셔널 - Ecma 인터내셔널 (이전 이름은 ECMA)
- FAI - Fédération Aéronautique Internationale - 웹사이트
- GS1 - Global supply chain standards (identification numbers, barcodes, electronic commerce transactions, RFID) - 웹사이트
- IBTA - Infiniband Trade Association
- IEC - 국제 전기 표준 회의 - 웹사이트
- IAU* - International Arabic Union - 웹사이트
- IEEE - 전기·전자 기술자 협회 - 웹사이트
- IETF - 국제 인터넷 표준화 기구 - 웹사이트
- IFOAM - International Federation of Organic Agriculture Movements - 웹사이트 보관됨 2015-01-14 - 웨이백 머신
- ISO - 국제 표준화 기구 - 웹사이트
- ITU - 국제 전기 통신 연합 - 웹사이트
  - ITU-R - ITU Radiocommunications Sector (CCIR)
  - ITU-T - 국제전기통신연합 전기통신표준화부문 (CCITT)
  - ITU-D - ITU Telecom Development (BDT)
- IUPAC - 국제순수·응용화학연합 - 웹사이트
- Liberty Alliance - Liberty Alliance - 웹사이트
- 미디어 그리드 - 미디어 그리드 표준화 기구 - 웹사이트
- N3P - Neutral Third Party - 웹사이트
- OASIS - Organization for the Advancement of Structured Information Standards - 웹사이트
- OHICC - Organization of Hotel Industry Classification & Certification - 웹사이트 보관됨 2009-11-29 - 웨이백 머신
- OMA - Open Mobile Alliance - 웹사이트
- OGF - Open Grid Forum (merger of Global Grid Forum (GGF) and Enterprise Grid Alliance (EGA)) - 웹사이트
- OpenTravel Alliance - OpenTravel Alliance (previously known as OTA - 웹사이트
- SAI - Social Accountability International - 웹사이트
- SIF - Schools Interoperability Framework - SIF 웹사이트
- TM 포럼 - Telemanagement Forum - TMF 웹사이트
- UPU - 만국우편연합 - Standards 웹사이트 보관됨 2008-11-03 - 웨이백 머신
- WMO - 세계기상기구
- W3C - 월드 와이드 웹 컨소시엄 - 웹사이트
- WSA - 웹사이트 표준 협회 웹사이트

공간정보부문 국제표준기구(공간정보표준)
- OGC - Open Geospatial Consortium - 웹사이트
- ISO/TC211 - International Organization for Standardization/Technical Committee 211 - 웹사이트

## 같이 보기
- 표준
- 표준화